# Договір концесії
Договір концесії (концесійний договір) — договір, відповідно до якого уповноважений орган виконавчої влади чи орган місцевого самоврядування (концесієдавець) надає на платній та строковій основі суб'єктові підприємницької діяльності (концесіонеру) право створити (побудувати) об'єкт концесії чи суттєво його поліпшити та (або) здійснювати його управління (експлуатацію) відповідно до цього Закону з метою задоволення громадських потреб.